# Adorata
Adorata — мини-альбом дуэта Марка Ланегана и Грега Дулли — группы The Gutter Twins, изданный в 2008 году.

## Информация об альбоме
Adorata был записан во время сессий к предыдущему альбому The Gutter Twins — Saturnalia. Мини-альбом включает в себя только две оригинальные песни группы, прочие шесть — кавер-версии. Изначально Adorata вышел только на iTunes как эксклюзивный альбом, но уже через пару недель на сайте лейбла Sub Pop появилась бесплатная MP3 320 кбит/с версия.

## Список композиций
| # | Название песни          | Автор(ы)                                                 | Дополнительная информация                                                                | Продолжительность |
| - | ----------------------- | -------------------------------------------------------- | ---------------------------------------------------------------------------------------- | ----------------- |
| 1 | Belles                  | Энди Кабик                                               | Изначально записана группой Vetiver на альбоме 2004 года Vetiver                         | 4:30              |
| 2 | Down the Line           | Хосе Гонсалес                                            | Изначально записана Хосе Гонсалесом на альбоме 2007 года In Our Nature                   | 4:10              |
| 3 | Deep Hit of Morning Sun | Бобби Гиллеспи, Гари Маунфилд, Мартин Даффи, Эндрю Иннес | Изначально записана группой Primal Scream на альбоме 2002 года Evil Heat                 | 4:43              |
| 4 | Flow Like a River       | Ален Йоханнес, Наташа Шнайдер, Джек Айронс               | Изначально записана группой Eleven на альбоме 2003 года Howling Book                     | 4:05              |
| 5 | St. James Infirmary     | Народная                                                 | Записывалась множеством музыкантов, в том числе дуэтом Марка Ланегана и Изобель Кэмпбелл | 3:48              |
| 6 | Duchess                 | Скотт Уокер                                              | Изначально записана Скоттом Уокером на альбоме 1969 года Scott 4                         | 2:40              |
| 7 | Spanish Doors           | Марк Ланеган, Грег Дулли                                 | Оригинальная песня The Gutter Twins                                                      | 4:10              |
| 8 | We Have Met Before      | Марк Ланеган, Грег Дулли                                 | Оригинальная песня The Gutter Twins                                                      | 5:01              |